# Catherine Radziwill
Prinsessan Catherine Radziwill, född 1858, död 1941, var en rysk författare. Hon är framför allt känd för sina memoarer om livet vid de tyska och ryska hoven före den tyska och ryska revolutionen.

## Biografi
Catherine Radziwill föddes i Sankt Petersburg i Ryssland som dotter till den polsk-ryska generalen Adam Adamowicz Rzewuski och den ryska adelskvinnan Anna Dmitrievna Dashkova. Hennes far tillhörde den polsk adeln, men familjen levde i Ryssland och Catherine Radziwill identifierade sig som ryss.
Catherine Radziwill gifte sig 1873 med den polska prinsen Wilhelm Radziwiłł (1845–1911). Hennes man var officer i den preussiska armén, och paret bodde i Berlin, där hon umgicks vid det tyska kejsarhovet. Hon väckte skandal med avslöjande La Société de Berlin: augmenté de lettres inédites (1884) om det tyska hovet.
Vid sin fars död 1888 separerade hon från sin man och bosatte sig i Ryssland, där hon blev en ledande medlem i den ryska societeten i Sankt Petersburg. Hon hade ett förhållande med tsarens favorit, hovmannen Peter Alexander Cherevin, och umgicks vid tsar Alexander III:s hov.
Efter Cherevins död 1896 flyttade hon till London, där hon skrev societetsartiklar. Hon satt 1901–1903 i brittiskt fängelse för checkförfalskning. Hennes make tog ut skilsmässa 1906. Hon gifte 1909 om sig med den svenska affärsmannen Karl Emile Kolb-Danvin, och paret bodde i Sankt Petersburg fram till första världskrigets utbrott 1914, då de flyttade till Stockholm. Efter sin andre mans död 1917 bosatte sig Catherine Radziwill permanent i New York i USA.

## Verk
- La Société de Berlin: augmenté de lettres inédites. 1884 som Paul Vasili
- La Société de Saint-Pétersbourg: augmenté de lettres inédites. 1886 som Paul Vasili
- La Sainte Russie; la cour, l’armée, le clergé, la bourgeoisie et le peuple. 1890 som Paul Vasili
- The Resurrection of Peter. A Reply to Olive Schreiner, 1900.
- My Recollections, 1904
- Behind the Veil at the Russian Court, 1914.
- The Royal Marriage Market of Europe, 1915.
- The Austrian Court From Within, 1916
- Sovereigns and Statesmen of Europe, 1916
- Because it was Written, 1916
- The Black Dwarf of Vienna, and other weird stories, 1916
- Germany under Three Emperors, 1917
- Russia's Decline and Fall: The Secret History of a Great Debacle, 1918
- Rasputin and the Russian Revolution, 1918
- Cecil Rhodes, man and empire-maker, 1918
- Confessions of the Czarina, 1918
- The Firebrand of Bolshevism; The True Story of the Bolsheviki and the Forces That Directed Them, 1919
- Secrets of Dethroned Royalty, 1920
- Those I Remember, 1924
- The Intimate Life of the Last Tsarina, 1929
- Child of Pity: The Little Prince [the Tsarevitch] Rides Away, 1930
- Nicholas II: The Last of the Tsars, 1931
- The Taint of the Romanovs, 1931
- It Really Happened; An Autobiography by Princess Catherine Radziwiłł, 1932
- The Empress Frederick, 1934